# دون ورما
دِوِن وِرما (انگلیسی: Deven Verma; ۲۳ اکتبر ۱۹۳۷ – ۲ دسامبر ۲۰۱۴) کارگردان، هنرپیشه و تهیه‌کننده اهل کشور هند بود. از فیلم‌هایی که وی در آن نقش داشته‌است می‌توان به دل اشاره کرد.

## فیلم‌شناسی
فهرست برخی از فیلم‌هایی که دون ورما در آن‌ها به ایفای نقش پرداخته‌است:
- دل
- رام می‌داند
- هر کسی سبک خود را دارد
- این نور جادویی قلب
- اعلان
- من دیوانه نیستم
- عموی شاه
- من تنها، تو تنها
- فقط یک راه
- بی‌قید و شرط
- جنجال
- مالک
- بی‌خدا
- بی‌نظیر
- سلاخی
- گاهی اوقات
- متعهد عشق
- جنگ
- ارباب
- انسان بیدار
- دارماپوترا
- کار
- محبت زنده است
- دیوار
- بهار هنوز هم فرا می‌رسد
- بی‌همتا
- ۲۰۰۱
- عروسی دوستم است
- خاموشی
- خیابان چاپ
- پول این پول
- کاخ رؤیاها
- دل‌باخته
- طبیعت
- نور
- در آغوش یار
- دیدار یار
- همسر و همسر
- دیوانهٔ تو
- مرد دوم
- آشوب
- مه
- جدایی
- کاغذ سفید
- مال خودم
- ازدواج عاشقانه
- کمی بی‌وفایی
- بیا عشقم
- رام آوتار ام.ال.ای امروز
- آهسته آهسته
- متفاوت
- نور جاویدان
- آرجون پاندیت
- کبوتر بزرگ
- نخ‌های باریک
- ساده‌لوح
- بمبئی ۴۰۵ مایل
- پیرمرد پیدا شد
- دانه و آب
- ثروت
- عشق تو را دیدم

## جوایز
وی همچنین برنده جوایزی همچون جوایز فیلم‌فیر شده بود.